# Поліщук Петро Миколайович
Поліщук Петро Миколайович (*4 березня 1952 року) — український поет, член Національної спілки письменників України (від 2002 року).

## Біографічні дані
Народився 4 березня 1952 року в селі Оксанина, Уманського району, Черкаської області. По закінченні середньої школи працював у Черкаському обласному музично-драматичному театрі ім. Шевченка, потім працював завідувачем клубом у селі Затишок Уманського району. А з лютого 1971-го — директором Оксанинського сільського Будинку культури Уманського району. З травня 1971 по травень 1973 року служив у радянській армії на Тернопіллі в містечку Чортків.
Закінчив Канівське училище культури та Уманський державний педагогічний університет імені Павла Тичини. Нині — викладач кафедри української літератури цього ж університету.

## Літературна творчість
Перша книжка поезій «Оглянься» вийшла друком 1999 року. Наступного — 2000-го побачила світ друга — «День як день». У 2002 році П. Поліщук видрукував поетичну збірку «Любосвіт», за яку був удостоєний літературно-мистецької премії «Берег надії» ім. Василя Симоненка. Наступна книжка віршів «Оддячиться колись» видана 2005 року. 2006-го з'явилася збірка поезій «Май… „Софіївка“… Жасмин», за яку автор став лауреатом літературної премії імені Бориса Нечерди.
У 2007 році до читача прийшла книга сонетів «На сьомім небі», в котрій перша частина — сонети і вінки сонетів щойно написані, а решта — з попередніх книг автора. Наступні поетичні книжки — «Любов» (2008), «За райдугу» (2009), «У подиві» (2010), «…мимодення, мимолююб'я…» (2011)., «СОНЕТИ, вибране», (2012) «Погляд», (2013) «Недолюбини», (2013) «…А вірилось» (2014), «Пелюстки душі»(2015).
Лауреат премії імені Василя Симоненка «Берег надії» (2005), лауреат літературно-мистецької премії імені Бориса Нечерди (2007), премії імені Ярослава Дорошенка (2012) В Уманському державному педагогічному університеті імені Павла Тичини П. Поліщук викладає дисципліни «Вступ до літературознавства» та «Літературна критика», редагує університетське видання «Боговиця» та керує літературним гуртком «У „Софіївці“».